# Softverska entropija
Softverska entropija je pojam kojim se opisuje entropija koja nastaje u softverskim sustavima kada ih se izmijeni. Rad o softverskom inženjeringu autora Ivara Jacobsona i suradnika.

opisuje softversku entropiju kao:
Prema drugom zakonu termodinamike, u načelu, nerednost zatvorena sustava se ne može smanjiti, nego može samo ostati ista ili još narasti. Mjera za taj nered je entropija. Ovaj zakon je izgleda vjerojatan i za softverske sustave; čim se izmijeni sustav, njegov nered, odnosno entropija uvijek raste. Ovo je poznato kao softverska entropija.
U razvijanju softvera postoje slične teorije. Usporedi Lehmanov rad iz 1985. godine., gdje je predložio nekoliko zakona, od kojih neki glase:
1. Računalni program kojeg se koristi će se izmijeniti.
2. Kad se program izmijeni, njegova složenost će biti veća, osim ako netko aktivno ne radi suprotivu tome.

Andrew Hunt i David Thomas rabe izraz Fixing Broken Windows kao metaforu za izbjegavanje softverske entropije u razvijanju softvera.
Proces refaktoriranja koda može rezultirati postupnim smanjenjem softverske entropije.

## Usporedi
- softverska krtost
- softversko trunjenje
- trunjenje bitova
- kodni smrad
- bug (softver)
- špageti kod
- dependencija
- dependencijski pakao
- zakrpa

## Vanjske poveznice
- (eng.) Definicija softverske entropije na Webopediji